# 나얼
나얼(본명: 유나얼, 1978년 9월 23일 ~ )은 대한민국의 가수이다. 계원조형예술대학 매체회화과, 단국대학교 서양화과, 단국대학교 디자인대학원 조형예술학을 전공하였다. 1999년 앤썸 1집 《변심》으로 데뷔하였고 해체 후 브라운 아이즈로는 2001년부터 활동을 시작했다. 2002년 FIFA 월드컵 주제가를 박정현 등과 함께 불렀다. 방송매체에 나서는 것을 대단히 꺼려하는 특징이 있어서 브라운 아이즈 활동 때부터 단 한 번도 방송에 출연하지 않았다. 공익근무요원 소집 해제 후 2010년 나사렛대학교의 음악학부 교수로 영입되었다. 영화감독 유대얼의 쌍둥이 형이다.

## 학력
- 서울숭미초등학교 졸업
- 도봉중학교 졸업
- 선덕고등학교 졸업
- 계원조형예술대학 매체회화
- 단국대학교 서양화과 학사
- 단국대학교 디자인대학원 조형예술학 석사

## 경력
- 2010년 나사렛대학교 음악학부 교수
- 2003년 그룹 '브라운 아이드 소울' 멤버
- 2001년 그룹 '브라운 아이즈' 멤버
- 1999년 그룹 '앤썸' 멤버

## 음반 활동

### 정규 음반
- 1999년 앤썸 1집 《변심》
- 2001년 브라운 아이즈 1집 《Brown Eyes》
- 2002년 브라운 아이즈 2집 《Reason 4 Breathing?》
- 2003년 브라운아이드 소울 1집 《Soul Free : #01》
- 2007년 브라운아이드 소울 2집 《The Wind, The Sea, The Rain》
- 2008년 브라운 아이즈 3집 《Two Things Needed For The Same Purpose And 5 Objets》
- 2010년 브라운아이드 소울 3집 《Brown Eyed Soul》
- 2012년 솔로 1집 《Principle of My Soul》
- 2014년 브라운아이드 소울 4집 《Thank Your Soul - SIDE A》
- 2015년 브라운아이드 소울 4집 《Thank Your Soul - Soul Cooke》
- 2018년 솔로 2집 《Sound Doctrine》
- 2019년 브라운아이드 소울 5집 《It' Soul Right <하프앨범>》

### 비정규 음반
- 2002년 Voice of Korea/Japan 《Let's Get Together Now》
- 2004년 브라운 아이드 소울 《Sad Cafe》
- 2005년 솔로 리메이크 앨범 《Back To The Soul Flight》
- 2007년 브라운 아이즈 베스트 《The Very Best of Brown Eyes `Take A Favorite`》
- 2010년 브라운 아이드 소울 비켜줄께 / Blowin My Mind
- 2010년 브라운 아이드 소울 Love Ballad / Never Forget
- 2010년 브라운 아이드 소울 Can`t Stop Lovin` You
- 2010년 브라운 아이드 소울 그대

### 참여 음반
- 2000년 DJ DOC 《Season's Greeting》 〈기다리고 있어〉
- 2000년 박화요비 1집 《My All》 〈Promise〉
- 2004년 다이나믹듀오 1집 《Taxi Driver》 〈두남자〉, 〈Ring my bell〉
- 2007년 다이나믹 듀오 3집 《Enlightened》 〈출첵〉
- 2010년 에코브릿지 Ep 《Fall-Ache》〈첫째날〉
- 2011년 DonSpike Single `돈스파이크 Presents Vol.1` - 〈Hello〉
- 2011년 타블로 정규 1집 《열꽃》 〈Airbag〉

## 음반외 활동
- 2001년 전시회 《황과 녹의 조우》
- 2002년 FIFA 월드컵 개막식과 폐막식에서 브라운 아이즈 & 박정현 & Sowelu & 케미스트리와 Let's Get Together Now 합창
- 2005년 책 〈CmKm〉(ISBN 89-527-4309-1)
- 2006년 나얼 스로잉 개인전
- 2007년 인터넷 쇼핑몰 《스위딩》
- 2021년 놀면 뭐하니? MSG워너비 출연

## 수상
- 1998년 SBS 신세대가요제 대상
- 2001년 제16회 골든디스크상 뮤직비디오 부문 작품상 (브라운 아이즈, 벌써 1년)
- 2013년 제10회 한국대중음악상 장르분야 R&B 소울 음반상, R&B 소울 노래상
- 2016년 제5회 [가온 차트 K-POP 어워드]] 올해의 가수상 음원 부문 2월, 올해의 롱런 음원상

### 가요 프로그램 1위
| 연도            | 수상 내역 (총 4회)                                                                                   |
| --------------- | --- |
| 2012년 (총 1회) | - 바람기억 (총 1회) - 10월 10일 KMTV 《뮤직 트라이앵글》 1위                                         |
| 2015년 (총 2회) | - 같은 시간 속의 너 (총 2회) - 2월 15일 SBS 《인기가요》 1위 - 2월 20일 KBS 《뮤직뱅크》 K-Chart 1위 |
| 2017년 (총 1회) | - 기억의 빈자리 (총 1회) - 12월 15일 KBS 《뮤직뱅크》 K-Chart 1위                                    |

## 같이 보기
- 앤썸
- 브라운 아이즈
- 윤건
- 브라운 아이드 소울
- 성훈
- 정엽
- 영준
- 유대얼
- 다이나믹 듀오
- 박화요비
- 돈 스파이크